# Manuel Sahli

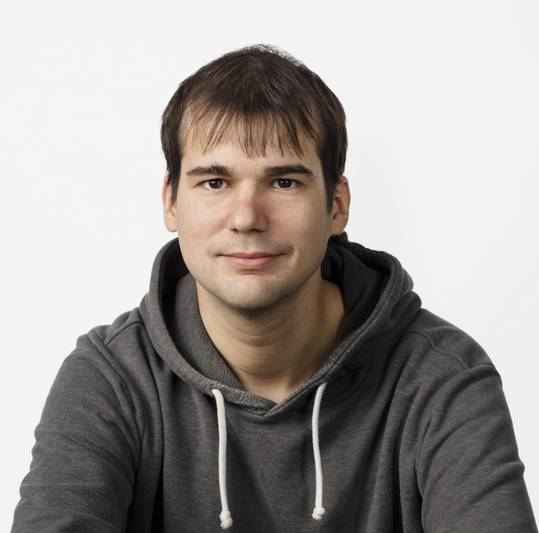
Manuel Sahli (2018)

Manuel Sahli (* 20. November 1988 in Winterthur) ist ein Schweizer Politiker (AL) aus Winterthur und seit 2015 Mitglied des Zürcher Kantonsrates.
Manuel Sahli ist aktiv bei der AL Winterthur und wurde 2010 in den Vorstand der damals neu gegründeten AL Schweiz gewählt, dem er bis 2018 angehörte. 2014 wurde er in die Aufsichtskommission der Mechatronikschule Winterthur gewählt, die früher auch sein Lehrbetrieb war. Er setzte sich dabei als Mitglied des Initiativkomitees «Erhalt der MSW» für den Erhalt der Mechatronikschule ein, als eine Schliessung der Schule zur Debatte stand.
Bei den Kantonsratswahlen 2015 wurde Sahli als zweitjüngster Kandidat in den Zürcher Kantonsrat gewählt. Er gewann damit erstmals im Wahlkreis Winterthur einen Sitz für eine Partei links von SP und Grünen. In seiner ersten Legislatur wurde er Mitglied der Justizkommission (JUKO), die die Oberaufsicht über die Gerichte und die Staatsanwaltschaft ausübt. Ausserdem reichte er in dieser Legislatur 14 Vorstösse als Erstunterzeichner ein, wobei die Schwerpunkte seiner Vorstösse im Bereich der Grundrechte und des Verkehrs lagen. Er reichte Anfragen zur Tösstalbahn, zu geplanten Bahnstationen in Winterthur ein und beschäftigte sich mit der von der Nationalen Kommission zur Verhütung von Folter kritisierten Inhaftierung Minderjähriger Gefangener im Zürcher Polizeigefängnis auf dem Kasernenareal. Ein von ihm eingereichtes Postulat zur Schaffung von Autostopp-Haltestellen im Kanton Zürich wurde an den Regierungsrat überwiesen. Ausserdem forderte er vom Regierungsrat einen Rechenschaftsbericht über den Einsatz von Staatstrojanern. Im Rat fiel Sahli laut Tages-Anzeiger bei seinen Voten mit «fadengerader, linker Argumentation» auf und wurde von der Tageszeitung in einer Liste der besten Newcomer auf Platz 6 von über 70 neugewählten und nachgerückten Kantonsräten gelistet.
Bei den Kantonsratswahlen im März 2019 wurde er wiedergewählt und wechselte in der neuen Legislatur in die Geschäftsprüfungskommission (GPK). Auch bei den Kantonsratswahlen im Februar 2023 konnte Sahli seinen Sitz halten.
Beruflich arbeitet Sahli als Informatiker bei der Swisscom. In seiner Freizeit schreibt er in der Wikipedia und war an der Organisation der WikiCon 2018, einer Konferenz der deutschsprachigen Wikipedia-Community, beteiligt. Während seiner Arbeit in der Wikipedia entdeckte er mit Ontario, Kalifornien auch eine mutmasslich fünfte Partnerstadt Winterthurs. Die Existenz dieser Partnerschaft war in Winterthur nicht mehr bekannt.